# Audi A8 (D3)
Audi A8 (D3) — второе поколение Audi A8. Дебютировало в ноябре 2002 года. Оно базировалось на той же платформе D (обозначение кузова 4E), что и предыдущая модель. 
Целью новой разработки было устранение пресловутого недостатка в комфорте Audi A8 при сохранении всех его конкурентных преимуществ. В 2008 году Audi A8 занял второе место по статистике постановки на учёт в ФРГ новых автомобилей представительского класса (4446 единиц). 
Основательной модернизации подверглась моторная гамма. В качестве новой базовой модели был представлен 2,8 литровый 6-цилиндровый агрегат мощностью 210 л. с., мощность 8 цилиндрового мотора объёмом 4,2 л была увеличена до 350 л. с. В гамме двигателей остался 6.0-литровый W12 и добавился V10 мощностью 450 л. с., устанавливавшийся только на модель S8. В 2006 году появилась модель 4.2 TDI мощностью 326 л. с. На тот момент это был самый мощный в мире дизельный двигатель, устанавливавшийся на серийный представительский седан.
После того как у D2 был позаимствован 6.0-литровый 12-цилиндровый двигатель (W12) мощностью 450 л. с., A8 (D3) в 2004 году стал первым автомобилем Audi, переднюю часть кузова которого украсила характерная решётка радиатора Singleframe.
Перечень дополнительного оборудования Audi A8 включает в себя адаптивный круиз-контроль (ACC) и динамическую систему освещения поворотов. Адаптивная пневмоподвеска adaptive air suspension также входит в стандартную комплектацию. С 2006 года автомобиль оснащался телефоном с интерфейсом Bluetooth и профилем SIM Access Profile — вместо обычной системы громкой связи с интерфейсом Bluetooth. В 2007 году автомобиль прошёл рестайлинг.

## Двигатели

### Бензиновые двигатели
| Модель                                   | Объём    | Мощность                       | Крутящий момент              | Привод           | Версия                      | Период выпуска |
| V-образный шестицилиндровый двигатель    |          |                                |                              |                  |                             |                |
| A8 2.8 FSI                               | 2773 см³ | 210 л. с. при 5500—6800 об/мин | 280 Н·м при 3000—5000 об/мин | Передний         |                             | 2007—2010      |
| A8 3.0                                   | 2976 см³ | 220 л. с. при 6300 об/мин      | 300 Н·м при 3200 об/мин      | Передний         | в том числе с длинной базой | 2003—2005      |
| A8 3.2 FSI                               | 3123 см³ | 260 л. с. при 6500 об/мин      | 330 Н·м при 3250 об/мин      | Передний/quattro | в том числе с длинной базой | 2005—2010      |
| V-образный 8-восьмицилиндровый двигатель |          |                                |                              |                  |                             |                |
| A8 3.7                                   | 3697 см³ | 280 л. с. при 6000 об/мин      | 350 Н·м при 3250 об/мин      | quattro          |                             | 2002—2006      |
| A8 4.2                                   | 4172 см³ | 335 л. с. при 6200 об/мин      | 430 Н·м при 3500 об/мин      | quattro          | в том числе с длинной базой | 2002—2006      |
| A8 4.2 FSI                               | 4163 см³ | 350 л. с. при 6800 об/мин      | 440 Н·м при 3500 об/мин      | quattro          | в том числе с длинной базой | 2006—2010      |
| V-образный 10-цилиндровый двигатель      |          |                                |                              |                  |                             |                |
| S8                                       | 5204 см³ | 450 л. с. при 7000 об/мин      | 540 Н·м при 3500 об/мин      | quattro          | в том числе с длинной базой | 2006—2010      |

## Галерея

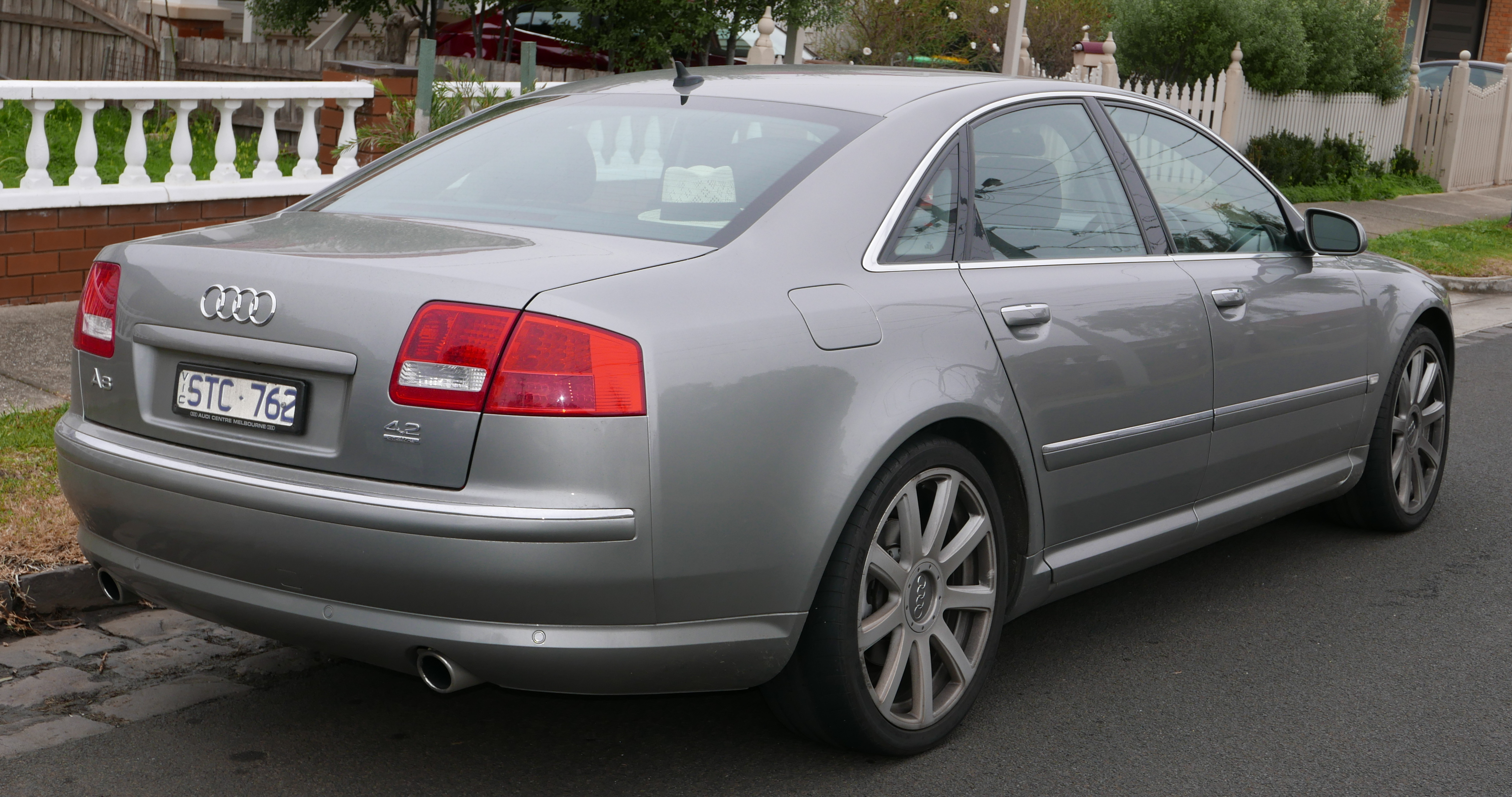
Audi A8 D3 (2002—2005)
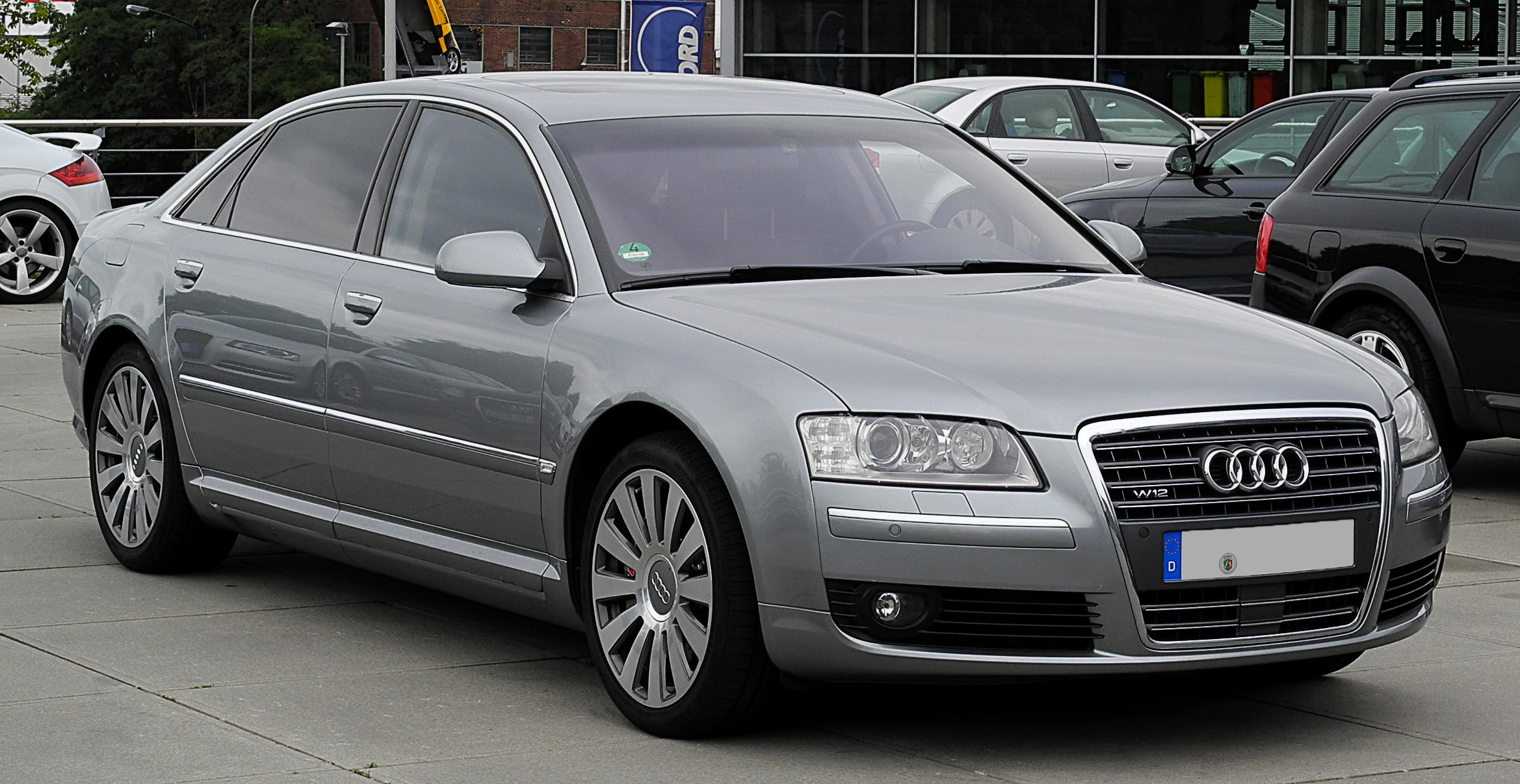
Audi A8L
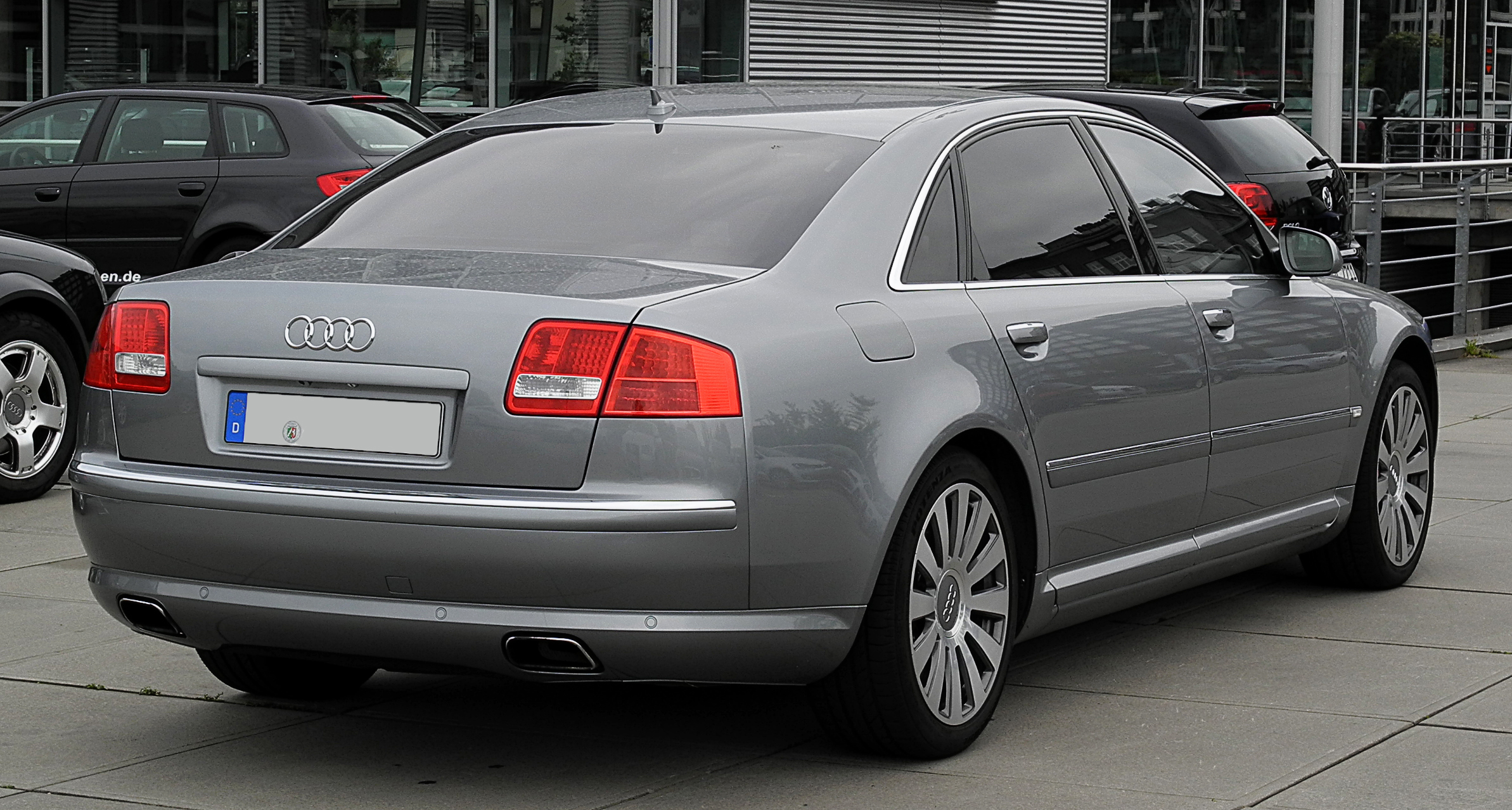
Audi A8 D3 (2005—2007)
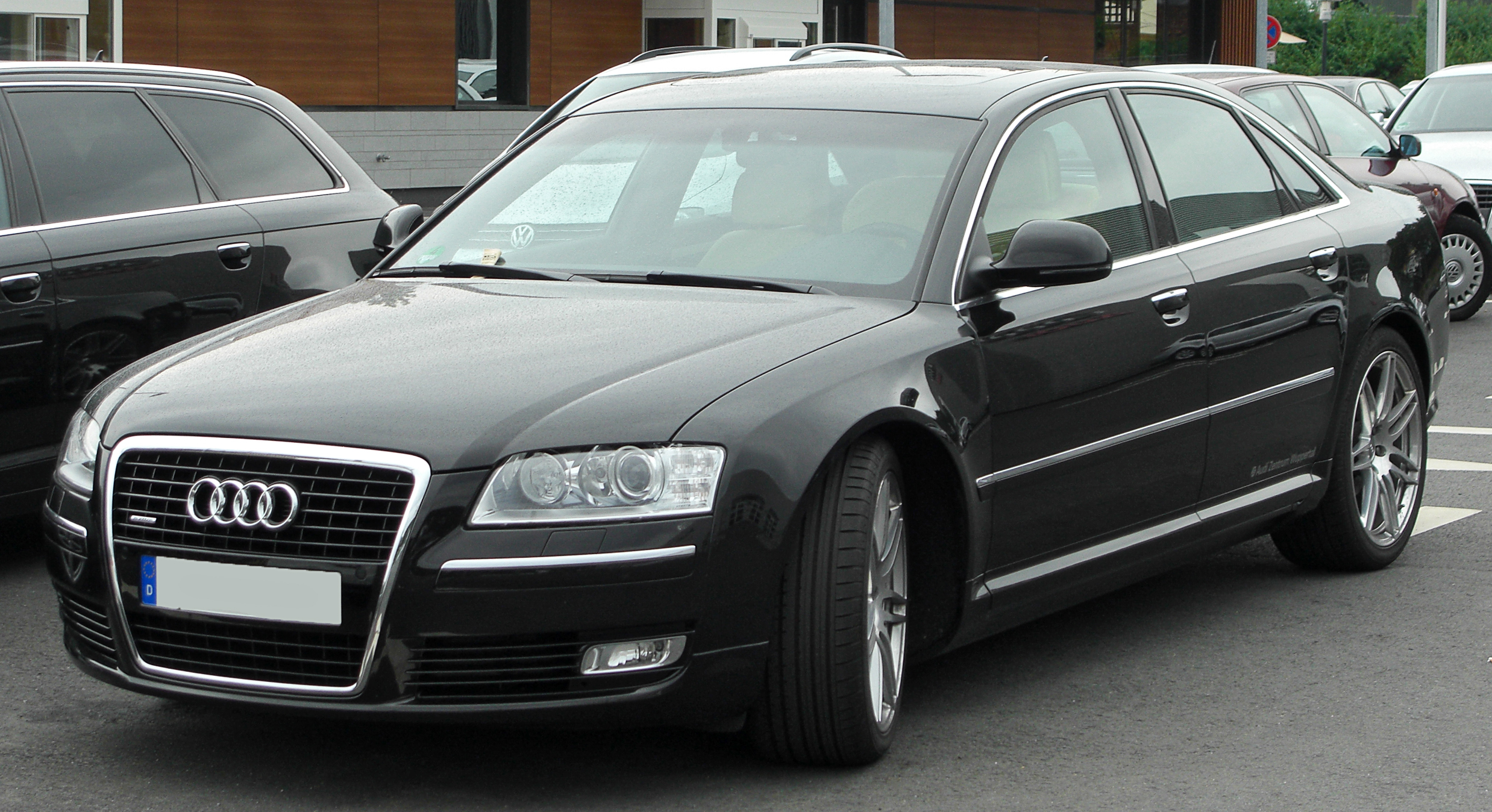
Audi A8 D3 (2007—2010)
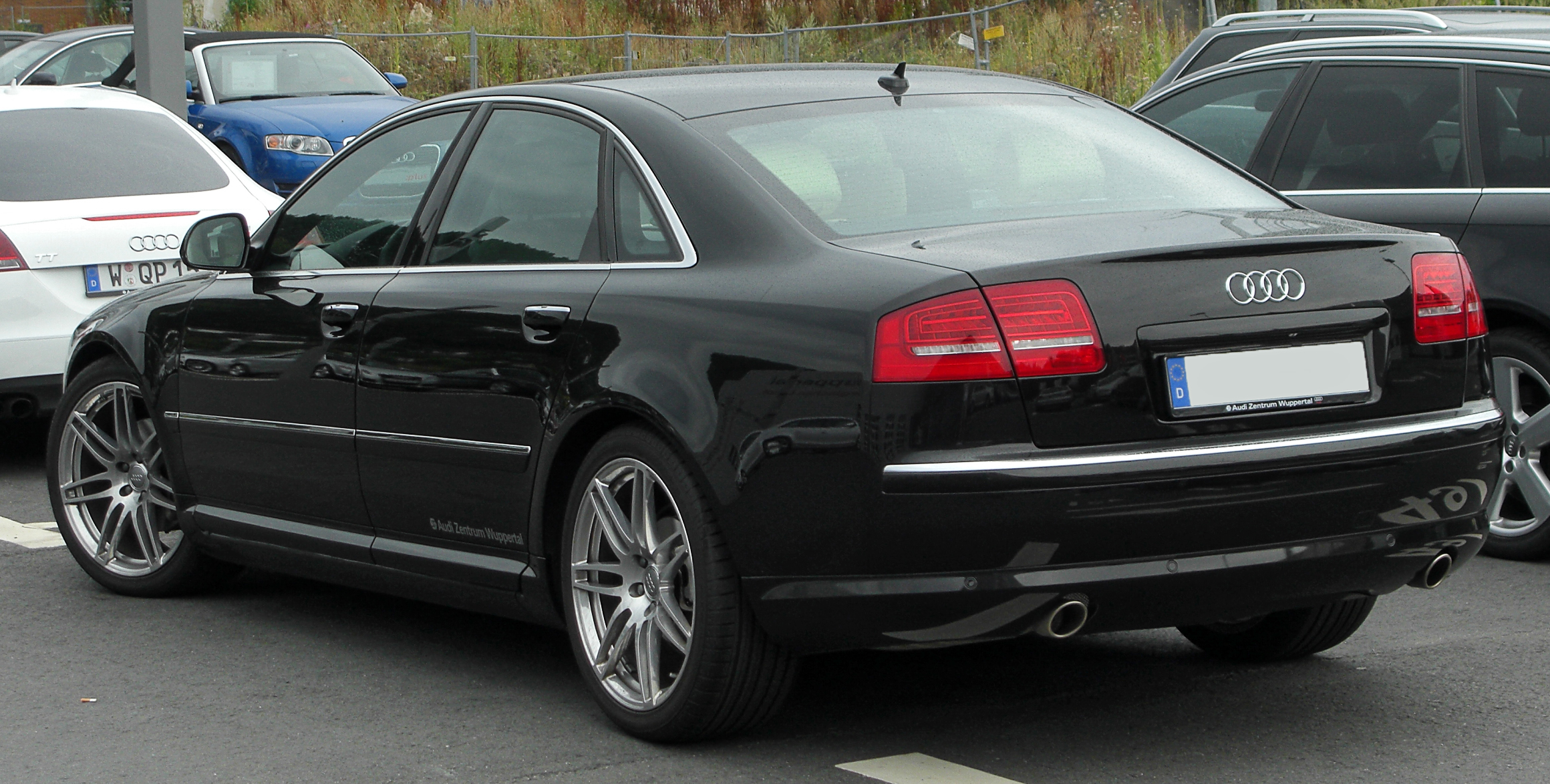
Audi A8 D3 (2007—2010)
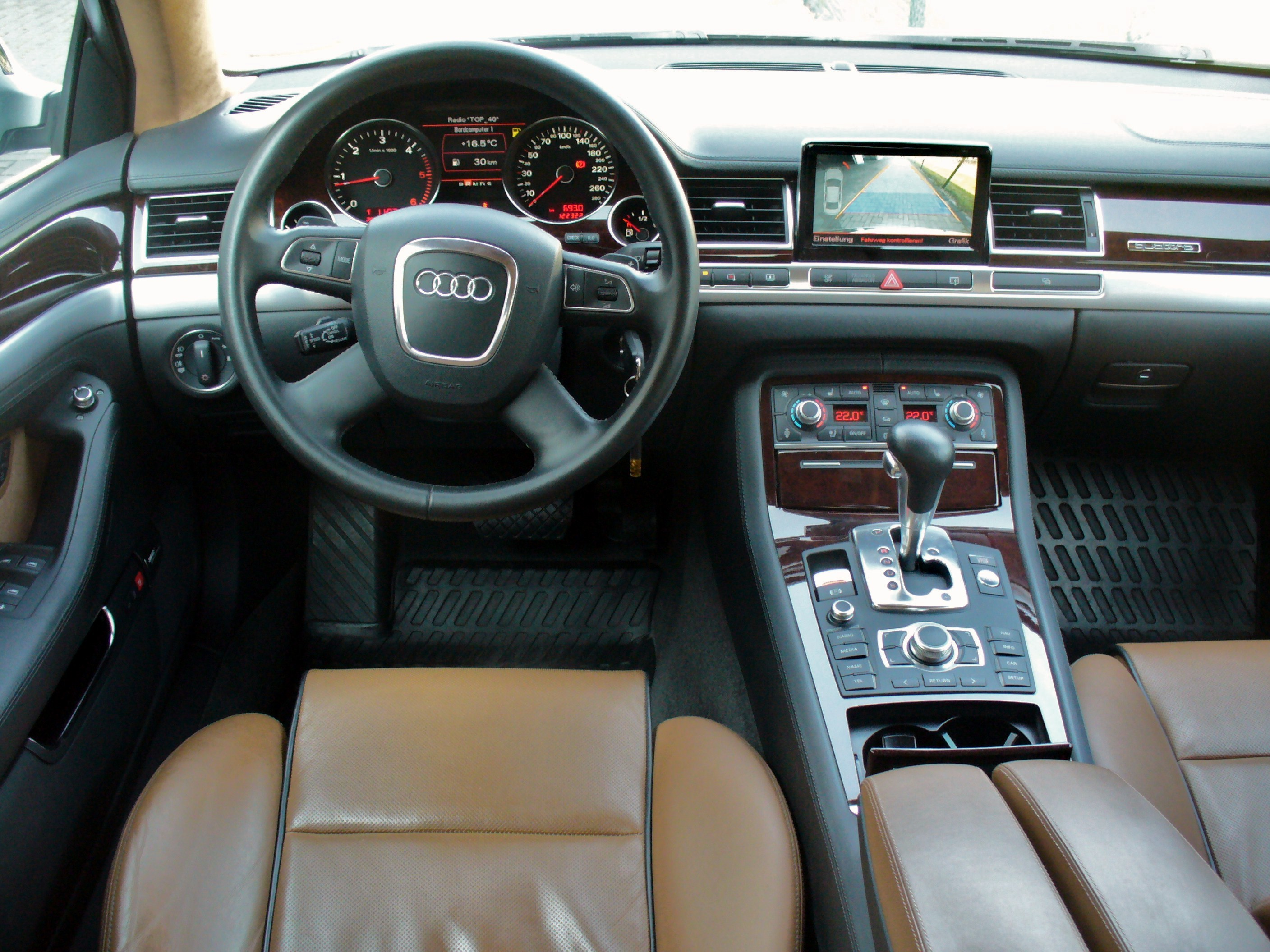
Место водителя